# Andy Serkis
Andy Serkis, angleški filmski igralec in režiser, * 20. april 1964, Ruislip, Middlesex, Anglija, Združeno kraljestvo.
Andy Serkis je najbolj poznan po vlogi Golluma v filmski trilogiji Gospodar prstanov, to vlogo pa bo odigral tudi v prihajajočem filmu Hobit. V filmu King Kong je posodil glas in gibanje King Kongu, ogromni gorili, ki je osrednji lik te zgodbe. Režiral je tudi film Venom: Naj bo Carnage, v filmu Venom: Zadnji ples pa je upodobil Knulla, boga teme in ustvarjalca simbiotov.  

## Zasebno življenje
Poročen je z igralko Lorraine Ashbourne, s katero imata tri otroke: Ruby, Sonny in Louis.
Bil je vegetarijanec, vendar je med snemanjem trilogije Gospodar prstanov začel jesti ribe.